# BiVi藤枝
BiVi藤枝（ビビふじえだ）は静岡県藤枝市にある複合商業施設。

## 概要
2005年（平成17年）に藤枝市が『藤枝駅周辺にぎわい再生拠点施設整備事業』の一環として、今まで多目的広場として使われていた志太総合病院跡地を有効的に利用することとなり、2007年（平成19年）に大和リース株式会社と事業締結し、同施設が誕生した。
なお、静岡県内における「BiVi」展開としては「BiVi沼津」についで2例目となる。
近隣の商業施設にオーレ藤枝、ASTY藤枝、藤枝駅南複合商業施設がある。

## 所在地
静岡県藤枝市前島一丁目7番10号

## 施設規模

### 商業棟
- 鉄骨5階建て

民間施設
- 1階：商業店舗
- 2階：商業店舗
- 3階：藤枝市立駅南図書館
- 4階：藤枝シネ・プレーゴ（シネマ・コンプレックス）
- 5階：映写機室

- 商業店舗　飲食，衣料，書籍，雑貨，レンタルショップ等　25店舗程度

公共施設
- 市立駅南図書館（210席）

### 駐車場棟
- 鉄骨5層6段　474台を収容（最初の1時間無料、以降30分毎に100円）

### その他
- 駐輪場　183台収容

## 藤枝シネ・プレーゴ
藤枝シネ・プレーゴは、志太・榛原地区唯一のシネマコンプレックスである。周辺のシネマコンプレックスとしては、静岡市内のMOVIX清水、静岡東宝会館、シネシティ・ザートが存在する。
| スクリーン | 座席数 | 車いす席 | 音響設備 |
| ---------- | ------ | -------- | -------- |
| 1          | 84     | 1        | SRD      |
| 2          | 84     | 1        | SRD      |
| 3          | 106    | 1        | SRD      |
| 4          | 115    | 2        | SRD      |
| 5          | 84     | 1        | SRD      |
| 6          | 150    | 2        | SRD      |
| 7          | 267    | 2        | SRD      |

## 藤枝市立駅南図書館
藤枝市立駅南図書館は藤枝市内3カ所め（他に市立岡出山図書館、市立岡部分館）となる図書館である。

## テナント
個々のテナント（商業施設）については公式サイトを参照。

## 歴史
- 2008年（平成20年）3月3日 - 工事着工
- 2009年（平成21年） 2月28日 - 開業
- 2010年（平成22年） 1月15日 - キーテナントのひとつであった藤枝生鮮館（生鮮館TAIGA）が撤退
- 2010年（平成22年） 9月 9日 - 藤枝生鮮館跡地に食鮮館タイヨーが出店
- 2011年（平成23年）12月31日 - 食鮮館タイヨーが閉店